# Guy Goodes
Guy Goodes (en hebreo גיא גודס) (Haifa, 13 de marzo de 1971) es un entrenador y exjugador israelí de baloncesto. Con 1,90 m de estatura, jugaba en la posición de escolta. Desde 2022 es el entrenador del Hapoel Holon de la Ligat ha'Al.

## Trayectoria
- 1989-1990:  Hapoel Haifa BC
- 1990-1997:  Maccabi Tel Aviv
- 1997-1998:  Juvecaserta Basket
- 1998-1999:  Maccabi Tel Aviv
- 1999-2000:  Cantabria Lobos
- 2000-2001:  Roseto Basket
- 2000-2001:  Maccabi Ra'anana
- 2001-2002:  Hapoel Tel Aviv B.C.
- 2002-2006:  Maccabi Rishon LeZion
- 2006-2008:  Maccabi Tel Aviv
- 2008-2010:  Hapoel Jerusalem B.C.
- 2010-2015:  Maccabi Tel Aviv
- 2013-2015:  Selección de baloncesto de Gran Bretaña
- 2017-2018:  Maccabi Tel Aviv
- 2018-2021:  Maccabi Rishon Lezion
- 2019-2021:  Selección masculina de baloncesto sub-20 de Israel
- 2021-2023:  Selección de baloncesto de Israel
- 2022-2023:  Hapoel Holon
- 2023-2024:  Hapoel Haifa B.C.
- 2024-       Hapoel Holon

## Palmarés
- 1990-91, 1991-92, 1993-94, 1994-95, 1995-96, 1996-97 y 1998-99 Liga de Israel. Maccabi Tel Aviv. Campeón.
- 1990-91, 1993-94 y 1998-99 Copa de Israel. Maccabi Tel Aviv. Campeón.